# Ataenius erinaceus
Ataenius erinaceus är en skalbaggsart som beskrevs av Rudolph Petrovitz 1961. Ataenius erinaceus ingår i släktet Ataenius och familjen Aphodiidae. Inga underarter finns listade.